# Caenohalictus robertsi
Caenohalictus robertsi är en biart som beskrevs av Packer 1993. Caenohalictus robertsi ingår i släktet Caenohalictus och familjen vägbin. Inga underarter finns listade.